# Cal Traval
Cal Traval és un habitatge a la vila de Sallent (Bages) catalogat a l'Inventari del Patrimoni Arquitectònic de Catalunya. L'edifici consta d'una planta baixa i dos pisos. Els marcs dels balcons i de les finestres i portes són de pedra picada, la resta de la façana és de rebla i arrebossat. La planta baixa està coberta en gran part amb voltes de pedra i els pisos amb embigat. El primer pis té un pati amb arcades que fa de pati de llum. A la porta d'entrada consta la data de 1770, mentre que al balcó de sobre hi figura la de 1611. La família té una ascendència que es remunta al segle xiii, encara que avui s'hagi perdut el primitiu cognom de Taraval.
De 1901 a 1968 acollí un obrador de begudes gasoses, que la família repartia per la comarca.
Fou fill de Cal Traval el pintor Anton Riera i Arau.